# Jebel Azdem
Jebel Azdem är ett berg i Marocko.   Det ligger i regionen Fès-Meknès, i den nordöstra delen av landet, 260 km öster om huvudstaden Rabat. 